# Ariamnes af Kappadokien
 For alternative betydninger, se Ariamnes af Kappadokien (satrap).
Ariamnes (? – 262 f.Kr. eller 230 f.Kr.) var fyrste af Kappadokien 280 f.Kr. til 262 f.Kr. eller til 230 f.Kr.
Ariamnes var søn af fyrst Ariarathes 2. og efterfulgte den som fyrste over Kappadokien i 280 f.Kr.. Han tog sin søn Ariarathes 3. som medhersker og det blev også ham der efterfulgte ham.